# Sterren Dansen op het IJs (seizoen 5)
Sterren Dansen op het IJs kwam op 1 januari 2013 terug voor een nieuw en vijfde seizoen. Gerard Joling kwam terug als presentator, maar Nance Coolen werd vervangen door Tess Milne. Het contract van Coolen werd in 2012 niet verlengd en daardoor kwam ze niet terug als presentatrice voor de show. Ook het jurypanel werd dit seizoen helemaal aangepast. Alleen Marc Forno zal terugkeren als jurylid. Daarbij zal hij worden bijgestaan door oudkandidaat  Jody Bernal en voormalig Popstars-jurylid Patricia Paay. Tijdens de perspresentatie op 18 december 2012 werd bekend dat ook Martine Zuiderwijk plaats gaat nemen in de jury. Twee dagen later wordt ook Maurice Wijnen nog als laatste bij de jurypanel toegevoegd. Forno zal zich op het laatste moment hebben bedacht en besloten niet mee te doen. Wijnen werd de vervanger van Forno in het panel.

## Kandidaten
| Ster                       | Bekend als                          | Professionele partner | Resultaat                            |
| -------------------------- | ----------------------------------- | --------------------- | ------------------------------------ |
| Zimra Geurts               | Verslaggever GeenStijl              | Alexis Miart          | 1e Weggestemd op 1 januari 2013      |
| José Hoebee                | Luv'-Zangeres                       | Simon Crowhurst       | 2e/3e Weggestemd op 5 januari 2013   |
| Andy van der Meijde        | Voormalig profvoetballer            | Alice Velati          | 2e/3e Weggestemd op 5 januari 2013   |
| Monique Sluyter            | Model en presentatrice              | Yannick Bonheur       | 4e/5e Weggestemd op 12 januari 2013  |
| Antje Monteiro             | Zangeres                            | Ryan Shollert         | 4e/5e Weggestemd op 12 januari 2013  |
| Mimoun Ouled Radi          | Acteur                              | Kellyn Koeplinger     | 6e Weggestemd op 19 januari 2013     |
| Christophe Haddad          | Goede tijden, slechte tijden-Acteur | Lauren Farr           | 7e/8e Weggestemd op 26 januari 2013  |
| Paul Turner                | Zanger                              | Scarlett Rouzet       | 7e/8e Weggestemd op 26 januari 2013  |
| Jarno Hams                 | Sterkste Man van Nederland          | Katie Stainsby        | 9e/10e Weggestemd op 2 februari 2013 |
| Gaby Blaaser               | SpangaS-Actrice                     | Benoit Richaud        | 9e/10e Weggestemd op 2 februari 2013 |
| Monsif Bakkali             | Zanger                              | Patti Petrus          | 11e Weggestemd op 9 februari 2013    |
| Laura Ponticorvo           | Realityster                         | Joel Geleynse         | Verliezend finalist 9 februari 2013  |
| Tony "Sterretje" Wyczynski | Realityster                         | Alexandra Murphy      | Winnaar 9 februari 2013              |

## Scorekaart
| Koppel              | Plaats | 1   | 2   | 3   | 4   | 5   | 6   | 7  |
| ------------------- | ------ | --- | --- | --- | --- | --- | --- | -- |
| Tony & Alexandra    | 1      | 6,8 | 6,8 | 8,5 | 8,5 | 9,5 | 9,5 | 1e |
| Laura & Joel        | 2      | 8,0 | 8,3 | 8,5 | 9,8 | 8,8 | 9,6 | 2e |
| Monsif & Patti      | 3      | 7,5 | 8,3 | 8,8 | 8,5 | 8,8 | 8,5 | 3e |
| Gaby & Benoit       | 4      | 6,8 | 7,8 | 6,8 | 7,8 | 7,3 | 8,6 |    |
| Jarno & Katie       | 5      | 6,0 | 6,3 | 6,8 | 7,8 | 6,8 | 7,8 |    |
| Christophe & Lauren | 6      | 6,8 | 6,8 | 7,3 | 8,5 | 8,3 |     |    |
| Paul & Scarlett     | 7      | 7,5 | 7,5 | 9,0 | 8,3 | 8,0 |     |    |
| Mimoun & Kellyn     | 8      | 5,3 | 5,8 | 6,8 | 7,0 |     |     |    |
| Antje & Ryan        | 9      | 6,8 | 8,3 | 6,8 |     |     |     |    |
| Monique & Yannick   | 10     | 4,8 | 6,0 | 6,0 |     |     |     |    |
| Andy & Alice        | 11     | 6,0 | 6,0 |     |     |     |     |    |
| José & Simon        | 12     | 5,8 | 5,0 |     |     |     |     |    |
| Zimra & Alexis      | 13     | 5,5 |     |     |     |     |     |    |

Rode cijfers geeft de laagste score aan van elke week.
Groene cijfers geeft de hoogste score aan van elke week.
 geeft aan welk koppel elk week is geëlimineerd.
 geeft aan welke koppel in de "Skate-Off" stond.
 geeft aan welk koppel als laatste gesaved werden.
 geeft het winnende koppel aan.
 geeft het tweede koppel aan.
 geeft de derde plek koppel aan.

### Gemiddelden
Deze tabel geeft het gemiddelde weer op de schaal van 10 punten.
| Plek bij gem. | Resultaat | Koppel              | Totaal aantal punten | Aantal kuren | Gemiddelde |
| ------------- | --------- | ------------------- | -------------------- | ------------ | ---------- |
| 1             | 2         | Laura & Joel        | 43,6                 | 5            | 8,7        |
| 2             | 3         | Monsif & Patti      | 41,9                 | 5            | 8,4        |
| 3             | 7         | Paul & Scarlett     | 40,3                 | 5            | 8,1        |
| 4             | 1         | Tony & Alexandra    | 40,1                 | 5            | 8,0        |
| 5             | 6         | Christophe & Lauren | 37,7                 | 5            | 7,5        |
| 6             | 9         | Antje & Ryan        | 21,9                 | 3            | 7,3        |
| 6             | 4         | Gaby & Benoit       | 36,5                 | 5            | 7,3        |
| 8             | 5         | Jarno & Katie       | 33,7                 | 5            | 6,7        |
| 9             | 8         | Mimoun & Kellyn     | 24,9                 | 4            | 6,2        |
| 10            | 11        | Andy & Alice        | 12                   | 2            | 6,0        |
| 11            | 10        | Monique & Yannick   | 16,8                 | 3            | 5,6        |
| 12            | 13        | Zimra & Alexis      | 5,5                  | 1            | 5,5        |
| 13            | 12        | José & Simon        | 10,8                 | 2            | 5,4        |

## Live show details

### Show 1 (1 januari)
| Volgorde | Koppels             | Juryrapport | Juryrapport | Juryrapport | Juryrapport | Gemiddeld | Scoreboard | Skating song                                                 | Result       |
| Volgorde | Koppels             | Maurice     | Patricia    | Martine     | Jody        | Gemiddeld | Scoreboard | Skating song                                                 | Result       |
| -------- | ------------------- | ----------- | ----------- | ----------- | ----------- | --------- | ---------- | ------------------------------------------------------------ | ------------ |
| 1        | Laura & Joel        | 8.0         | 8.0         | 8.0         | 8.0         | 8.0       | 1e         | "Diamonds" — Rihanna                                         | Veilig       |
| 2        | Mimoun & Kellyn     | 5.0         | 7.0         | 3.0         | 6.0         | 5.3       | 12e        | "Gangnam Style" — PSY                                        | Veilig       |
| 3        | Christophe & Lauren | 7.0         | 7.0         | 6.0         | 7.0         | 6.8       | =4e        | "A Brand New Day" — uit The Wiz                              | Bottom 3     |
| 4        | Zimra & Alexis      | 6.0         | 6.0         | 4.0         | 6.0         | 5.5       | 11e        | "Girl on Fire" — Alicia Keys                                 | Geëlimineerd |
| 5        | Monsif & Patti      | 7.0         | 8.0         | 7.0         | 8.0         | 7.5       | =2e        | "Ik Neem Je Mee" — Gers Pardoel                              | Veilig       |
| 6        | Andy & Alice        | 6.0         | 6.0         | 5.0         | 7.0         | 6.0       | =8e        | "Let Her Go" — Passenger                                     | Veilig       |
| 7        | Gaby & Benoit       | 7.0         | 7.0         | 6.0         | 7.0         | 6.8       | =4e        | "Give Me Everything" — Pitbull feat. Ne-Yo, Afrojack & Nayer | Veilig       |
| 8        | Monique & Yannick   | 5.0         | 5.0         | 4.0         | 5.0         | 4.8       | 13e        | "Skyfall" — Adele                                            | Bottom 3     |
| 9        | Antje & Ryan        | 7.0         | 7.0         | 6.0         | 7.0         | 6.8       | =4e        | "Euphoria" — Loreen                                          | Veilig       |
| 10       | Jarno & Katie       | 5.0         | 7.0         | 6.0         | 6.0         | 6.0       | =8e        | "Nothing Else Matters" — Metallica                           | Veilig       |
| 11       | Tony & Alexandra    | 6.0         | 8.0         | 6.0         | 7.0         | 6.8       | =4e        | "Sexy And I Know It" — LMFAO                                 | Veilig       |
| 12       | José & Simon        | 6.0         | 7.0         | 4.0         | 6.0         | 5.8       | 10e        | "Keep Your Head Up" — Sandra van Nieuwland                   | Veilig       |
| 13       | Paul & Scarlett     | 7.0         | 8.0         | 7.0         | 8.0         | 7.5       | =2e        | "Firework" — Katy Perry                                      | Veilig       |

### Show 2 (5 januari)
| Volgorde | Koppels             | Juryrapport | Juryrapport | Juryrapport | Juryrapport | Gemiddeld | Scoreboard | Skating song                                | Result       |
| Volgorde | Koppels             | Maurice     | Patricia    | Martine     | Jody        | Gemiddeld | Scoreboard | Skating song                                | Result       |
| -------- | ------------------- | ----------- | ----------- | ----------- | ----------- | --------- | ---------- | ------------------------------------------- | ------------ |
| 1        | Paul & Scarlett     | 7.0         | 8.0         | 7.0         | 8.0         | 7.5       | 5e         | "Call Me Maybe" — Carly Rae Jepsen          | Veilig       |
| 2        | Jarno & Katie       | 6.0         | 7.0         | 5.0         | 7.0         | 6.3       | 8e         | "Kleine Jongen" — André Hazes               | Veilig       |
| 3        | Gaby & Benoit       | 8.0         | 8.0         | 7.0         | 8.0         | 7.8       | 4e         | "If I Ain't Got You" — Alicia Keys          | Veilig       |
| 4        | José & Simon        | 5.0         | 6.0         | 3.0         | 6.0         | 5.0       | 12e        | "I Will Always Love You" — Whitney Houston  | Geëlimineerd |
| 5        | Tony & Alexandra    | 7.0         | 7.0         | 6.0         | 7.0         | 6.8       | =6e        | "Ik Vind Je Lekker" — De Kraaien            | Veilig       |
| 6        | Laura & Joel        | 9.0         | 8.0         | 7.0         | 9.0         | 8.3       | =1e        | "Afscheid" — Glennis Grace                  | Veilig       |
| 7        | Monique & Yannick   | 6.0         | 6.0         | 5.0         | 7.0         | 6.0       | =9e        | "Grenade" — Bruno Mars                      | Skate-Off    |
| 8        | Mimoun & Kellyn     | 6.0         | 6.0         | 5.0         | 6.0         | 5.8       | 11e        | "Jessie" — Joshua Kadison                   | Veilig       |
| 9        | Christophe & Lauren | 7.0         | 8.0         | 5.0         | 7.0         | 6.8       | =6e        | "Fragile" — Sting                           | Veilig       |
| 10       | Andy & Alice        | 6.0         | 7.0         | 4.0         | 7.0         | 6.0       | =9e        | "This Is Love" — will.i.am feat. Eva Simons | Geëlimineerd |
| 11       | Antje & Ryan        | 9.0         | 9.0         | 7.0         | 8.0         | 8.3       | =1e        | "Someone Like You" — Adele                  | Veilig       |
| 12       | Monsif & Patti      | 9.0         | 8.0         | 7.0         | 9.0         | 8.3       | =1e        | "Without You" — David Guetta feat. Usher    | Veilig       |

### Show 3 (12 januari)
| Volgorde | Koppels             | Juryrapport | Juryrapport | Juryrapport | Juryrapport | Gemiddeld | Scoreboard | Skating song                                              | Result       |
| Volgorde | Koppels             | Maurice     | Patricia    | Martine     | Jody        | Gemiddeld | Scoreboard | Skating song                                              | Result       |
| -------- | ------------------- | ----------- | ----------- | ----------- | ----------- | --------- | ---------- | --------------------------------------------------------- | ------------ |
| 1        | Mimoun & Kellyn     | 7.0         | 7.0         | 6.0         | 7.0         | 6.8       | =6e        | "Let Me Entertain You" — Robbie Williams                  | Veilig       |
| 2        | Tony & Alexandra    | 8.0         | 9.0         | 8.0         | 9.0         | 8.5       | =3e        | "Beauty and the Beast" — Celine Dion & Peabo Bryson       | Veilig       |
| 3        | Monique & Yannick   | 6.0         | 7.0         | 5.0         | 6.0         | 6.0       | 10e        | "Diamonds Are a Girl's Best Friend" — Marilyn Monroe      | Geëlimineerd |
| 4        | Paul & Scarlett     | 9.0         | 9.0         | 9.0         | 9.0         | 9.0       | 1e         | Pas de deux" — uit het Zwanenmeer                         | Veilig       |
| 5        | Jarno & Katie       | 7.0         | 7.0         | 6.0         | 7.0         | 6.8       | =6e        | "Titanium" — David Guetta feat. Sia                       | Veilig       |
| 6        | Antje & Ryan        | 7.0         | 7.0         | 6.0         | 7.0         | 6.8       | =6e        | "A Little Less Conversation" — Elvis Presley vs Junkie XL | Geëlimineerd |
| 7        | Christophe & Lauren | 7.0         | 8.0         | 7.0         | 7.0         | 7.3       | 5e         | "Golden Eye" — Tina Turner                                | Skate-Off    |
| 8        | Monsif & Patti      | 9.0         | 9.0         | 8.0         | 9.0         | 8.8       | 2e         | "What Makes You Beautiful" — One Direction                | Veilig       |
| 9        | Laura & Joel        | 8.0         | 9.0         | 8.0         | 9.0         | 8.5       | =3e        | "Big Spender" — Shirley Bassey                            | Veilig       |
| 10       | Gaby & Benoit       | 7.0         | 7.0         | 6.0         | 7.0         | 6.8       | =6e        | "One Day / Reckoning Song (Wankelmut Rmx)" — Asaf Avidan  | Veilig       |

### Show 4 (19 januari)
| Volgorde | Koppels             | Juryrapport | Juryrapport | Juryrapport | Juryrapport | Gemiddeld | Scoreboard | Skating song                                            | Result       |
| Volgorde | Koppels             | Maurice     | Patricia    | Martine     | Jody        | Gemiddeld | Scoreboard | Skating song                                            | Result       |
| -------- | ------------------- | ----------- | ----------- | ----------- | ----------- | --------- | ---------- | ------------------------------------------------------- | ------------ |
| 1        | Tony & Alexandra    | 8.0         | 9.0         | 8.0         | 9.0         | 8.5       | =2e        | "I need a hero" — Bonnie Tyler                          | Veilig       |
| 2        | Mimoun & Kellyn     | 7.0         | 7.0         | 6.0         | 8.0         | 7.0       | 8e         | "Moves like Jagger" — Maroon 5 ft. Christina Aguilera   | Geëlimineerd |
| 3        | Gaby & Benoit       | 9.0         | 7.0         | 7.0         | 8.0         | 7.8       | =6e        | "Lighters" — Bruno Mars                                 | Skate-Off    |
| 4        | Paul & Scarlett     | 8.0         | 8.0         | 8.0         | 9.0         | 8.3       | 5e         | "Born This Way" — Lady Gaga                             | Veilig       |
| 5        | Jarno & Katie       | 8.0         | 8.0         | 6.0         | 9.0         | 7.8       | =6e        | "Use Somebody" - Kings of Leon                          | Veilig       |
| 6        | Monsif & Patti      | 9.0         | 9.0         | 7.0         | 9.0         | 8.5       | =2e        | "Baby" — Justin Bieber                                  | Veilig       |
| 7        | Christophe & Lauren | 9.0         | 8.0         | 8.0         | 9.0         | 8.5       | =2e        | "People Help the People" — Birdy                        | Veilig       |
| 8        | Laura & Joel        | 10.0        | 10.0        | 9.0         | 10.0        | 9.8       | 1e         | "When Love Takes Over" — David Guetta ft. Kelly Rowland | Veilig       |

### Show 5 (26 januari)
| Volgorde | Koppels             | Juryrapport | Juryrapport | Juryrapport | Juryrapport | Gemiddeld | Scoreboard | Skating song                                   | Result       |
| Volgorde | Koppels             | Maurice     | Patricia    | Martine     | Jody        | Gemiddeld | Scoreboard | Skating song                                   | Result       |
| -------- | ------------------- | ----------- | ----------- | ----------- | ----------- | --------- | ---------- | ---------------------------------------------- | ------------ |
| 1        | Monsif & Patti      | 9.0         | 9.0         | 8.0         | 9.0         | 8.8       | =2e        | "Don't Stop Me Now" — Queen                    | Veilig       |
| 2        | Christophe & Lauren | 9.0         | 8.0         | 8.0         | 8.0         | 8.3       | 4e         | "Party Rock Anthem" - LMFAO ft. Lauren Bennett | Geëlimineerd |
| 3        | Laura & Joel        | 9.0         | 9.0         | 8.0         | 9.0         | 8.8       | =2e        | "Beauty & the brains" — Nielson                | Veilig       |
| 4        | Paul & Scarlett     | 8.0         | 9.0         | 7.0         | 8.0         | 8.0       | 5e         | "Soul Bossa Nova" — uit Austin Powers          | Geëlimineerd |
| 5        | Gaby & Benoit       | 8.0         | 8.0         | 5.0         | 8.0         | 7.3       | 6e         | "Candy" - Robbie Williams                      | Veilig       |
| 6        | Jarno & Katie       | 7.0         | 7.0         | 6.0         | 7.0         | 6.8       | 7e         | "Fly Me to the Moon" — Frank Sinatra           | Veilig       |
| 7        | Tony & Alexandra    | 10.0        | 9.0         | 9.0         | 10.0        | 9.5       | 1e         | "Sexy back" — Justin Timberlake                | Skate-Off    |

### Show 6 (2 februari)
| Volgorde | Koppels          | Juryrapport | Juryrapport | Juryrapport | Juryrapport | Gemiddeld | Scoreboard | Skating song                                                     | Result |
| Volgorde | Koppels          | Maurice     | Patricia    | Martine     | Jody        | Gemiddeld | Scoreboard | Skating song                                                     | Result |
| -------- | ---------------- | ----------- | ----------- | ----------- | ----------- | --------- | ---------- | ---------------------------------------------------------------- | ------ |
| 1.1      | Laura & Joel     | 9.0         | 10.0        | 10.0        | 9.0         | 9.5       |            | "F**k You!" — Cee lo Green                                       |        |
| 2.1      | Jarno & Katie    | 8.0         | 8.0         | 7.0         | 8.0         | 7.8       |            | "Always On My Mind" - Elvis Presley                              |        |
| 3.1      | Gaby & Benoit    | 9.0         | 9.0         | 8.0         | 9.0         | 8.8       |            | "Locked Out of Heaven" - Bruno Mars                              |        |
| 4.1      | Monsif & Patti   | 8.0         | 7.0         | 7.0         | 8.0         | 7.5       |            | "No Air" — Jordin Sparks ft. Chris Brown                         |        |
| 5.1      | Tony & Alexandra | 9.0         | 10.0        | 10.0        | 9.0         | 9.5       |            | "(I've Had) The Time of My Life" - Bill Medley & Jennifer Warnes |        |
| 1.2      | Laura & Joel     | 10.0        | 10.0        | 9.0         | 10.0        | 9.8       |            |                                                                  |        |
| 2.2      | Jarno & Katie    | 7.0         | 9.0         | 7.0         | 8.0         | 7.8       |            |                                                                  |        |
| 2.2      | Gaby & Benoit    | 8.0         | 10.0        | 8.0         | 8.0         | 8.6       |            |                                                                  |        |
| 2.2      | Monsif & Patti   | 10.0        | 10.0        | 8.0         | 10.0        | 9.5       |            |                                                                  |        |
| 2.2      | Tony & Alexandra | 10.0        | 9.0         | 10.0        | 9.0         | 9.5       |            |                                                                  |        |

### Finale (9 februari)
| Volgorde | Koppels          | Skating song                                          | Result              |
| -------- | ---------------- | ----------------------------------------------------- | ------------------- |
| 1.1      | Monsif & Patti   | "" —                                                  |                     |
| 1.2      | Tony & Alexandra | "" —                                                  |                     |
| 1.3      | Laura & Joel     | "" —                                                  |                     |
| 2.1      | Monsif & Patti   | "What Makes You Beautiful" — One Direction            | 3e                  |
| 2.2      | Tony & Alexandra | "Beauty and the Beast" — Céline Dion & Peabo Bryson   | Veilig              |
| 2.3      | Laura & Joel     | "When Love Takes Over" — David Guetta & Kelly Rowland | Veilig              |
| 3.1      | Tony & Alexandra | "" —                                                  | Winnaar             |
| 3.2      | Laura & Joel     | "Scream & Shout" - will.i.am & Britney Spears         | Verliezend finalist |

## Kijkcijfers
| Aflevering:           | Datum:          | Kijkcijfers: | Plek: | kdh: | madl: |
| --------------------- | --------------- | ------------ | ----- | ---- | ----- |
| Kick off - Liveshow 1 | 1 januari 2013  | 869.000      | 12    | 5,6  | 11,6  |
| Liveshow 2            | 5 januari 2013  | 692.000      | 23    | 4,5  | 10,5  |
| Liveshow 3            | 12 januari 2013 | 576.000      |       |      |       |
| Liveshow 4            | 19 januari 2013 | 631.000      |       |      |       |
| Liveshow 5            | 26 januari 2013 | 597.000      | 23    | 3,9  | 8,4   |
| Liveshow 6            | 2 februari 2013 | 555.000      | 20    | 3,6  | 7,9   |
| Finale                | 9 februari 2013 | 672.000      | 21    | 4,4  | 9,5   |